# Glódís Perla Viggósdóttir
Glódís Perla Viggósdóttir (Kópavogur, 27 giugno 1995) è una calciatrice islandese, difensore del Bayern Monaco, del quale è anche capitano, e della nazionale islandese.

## Carriera

### Club
Viggósdóttir inizia la carriera in Danimarca, giocando nelle formazioni giovanili dell'Egebjerg EIF. Nel 2009 si trasferisce al HK/Víkingur dove gioca in prima squadra per tre stagioni.
Dopo una parentesi dove gioca nel campionato danese con l'Horsens SIK, per la stagione 2012 sottoscrive un accordo con lo Stjarnan. Con la società di Garðabær rimane tre stagioni, festeggiando con le compagne la conquista della Coppa e della Supercoppa islandesi al termine del prima e la League Cup femminile quella seguente.
Nel 2015 decide di trasferirsi nuovamente all'estero firmando un contratto con l'Eskilstuna United per giocare in Damallsvenskan, livello di vertice del campionato svedese, dalla stagione entrante. Nell'estate 2017 si è trasferita all'FC Rosengård.
Il 4 settembre 2024 viene inserita nella lista delle trenta candidate al Pallone d'oro femminile.

### Nazionale
Nel 2012 Viggósdóttir viene convocata dalla federazione calcistica dell'Islanda nella nazionale maggiore, dove fa il suo debutto il 4 agosto 2012, al Cappielow Park di Greenock, nell'amichevole pareggiata 1-1 con le avversarie della Scozia.
L'allora ct Sigurður Ragnar Eyjólfsson la inserisce nella lista delle atlete chiamate alla fase finale del campionato europeo di Svezia 2013.

## Palmarès

### Club
- Campionato tedesco: 1

Bayern Monaco: 2023-2024
- Campionato svedese: 1

Rosengård: 2019
- Campionato islandese: 2

Stjarnan: 2013, 2014
- Coppa di Svezia: 2

Rosengård: 2016-2017, 2017-2018
- Coppa d'Islanda: 2

Stjarnan: 2012, 2014
- Supercoppa islandese: 1

Stjarnan: 2012
- Supercoppa di Germania: 1

Bayern Monaco: 2024